# Eleição municipal de Ananindeua em 2012
A eleição municipal de Ananindeua em 2012, assim como nas demais cidades brasileiras, ocorreu no dia 7 de outubro de 2012 e elegeu o prefeito, o vice-prefeito e os membros da Câmara de Vereadores. Nesta cidade, foram eleitos 25 vereadores, e o total de eleitores que votaram na eleição foi de 276.674.
A eleição foi disputada por sete candidatos tendo como vencedor o ex-prefeito Manoel Pioneiro, conhecido popularmente como Manoel Pioneiro, do PSDB, que foi eleito já no primeiro turno. Durante a campanha, Manoel Pioneiro reforçou feitos de suas antigas gestões, como a diminuição de invasões de terras e a implementação de programas de urbanização e asfaltamento de avenidas. Em seu programa de TV, enfatizou ainda os problemas de infraestrutura deixados pela gestão do prefeito Helder Barbalho (PMDB), prometendo corrigi-los. O prefeito anterior teve o mandato encerrado no dia 31 de dezembro de 2012, e por já exercer dois mandatos consecutivos, não pode mais concorrer à reeleição.
O candidato Francisco Melo Filho (PMDB), conhecido como Chicão, ficou em segundo lugar. Foi eleito vereador pelo município três vezes e presidiu a Câmara Municipal de Ananindeua por três períodos legislativos, no ano de 1994, e entre os anos de 2001 até 2004. Foi vice da chapa do antigo prefeito de Ananindeua, Helder Barbalho, e em 2010, foi eleito deputado estadual, cargo ao qual se licenciou para concorrer à prefeitura.
A eleição deste ano foi a primeira a ser veiculada pelo município no horário eleitoral gratuito na televisão e no rádio. Embora a cidade não tenha uma emissora geradora, a Justiça Eleitoral do Pará entendeu que há condições técnicas de transmissão a partir da cidade vizinha de Belém, e que o município atende aos requisitos do Artigo 48 da Lei das Eleições.
Neste ano também foram veiculados os primeiros debates entre os candidatos a prefeito de Ananindeua na televisão pelas emissoras "TV RBA" e "TV Record".

## Candidatos
| Nº | Candidato         | Partido | Vice-candidato      | Coligação |
| -- | ----------------- | ------- | ------------------- | --- |
| 50 | Edivaldo Andrade  | PSOL    | Antônio Vaz (PSOL)  | Partido não coligado |
| 22 | Eliel Faustino    | PR      | Lorena Sanova (PDT) | Por uma nova Ananindeua Partido da República (PR) Partido Democrático Trabalhista (PDT) Partido Renovador Trabalhista Brasileiro (PRTB) Partido Trabalhista Nacional (PTN) |
| 15 | Chicão Melo Filho | PMDB    | Almir Santos (PPL)  | Ananindeua em primeiro lugar Partido do Movimento Democrático Brasileiro (PMDB) Partido Pátria Livre (PPL) Partido Social Cristão (PSC) Partido Humanista da Solidariedade (PHS) Partido Republicano Progressista (PRP) Partido Comunista do Brasil (PCdoB) |
| 23 | Vavá Costa        | PPS     | Armando Dourado     | Partido não coligado |
| 43 | João Bernardes    | PV      | Cláudio Malcher     | Partido não coligado |
| 13 | Luís Freitas      | PT      | Simone Sarmento     | Partido não coligado |
| 45 | Manoel Pioneiro   | PSDB    | Carlito Begot (PP)  | Ananindeua em suas mãos Partido da Social Democracia Brasileira (PSDB) Partido Progressista (PP) Democratas (DEM) Partido Republicano Brasileiro (PRB) Partido Social Liberal (PSL) Partido Social Democrata Cristão (PSDC) Partido da Mobilização Nacional (PMN) Partido Trabalhista Cristão (PTC) Partido Socialista Brasileiro (PSB) Partido Trabalhista do Brasil (PTdoB) |

## Pesquisas
| Data           | Instituto  | Manoel Pioneiro (PSDB) | Chicão Melo (PMDB) | Eliel Faustino (PR) | Luís Freitas (PT) | Vavá Costa (PPS) | João Bernardes (PV) | Edivaldo Andrade (PSOL) | Brancos e Nulos | Indecisos |
| -------------- | ---------- | ---------------------- | ------------------ | ------------------- | ----------------- | ---------------- | ------------------- | ----------------------- | --------------- | --------- |
| 25/06/2012 [a] | Doxa       | 45,5%                  | 30,1%              | 9,3%                | 5,1%              | 0%               | 1%                  | 0%                      | 1,2%            | 6%        |
| 01/09/2012 [b] | Vox Populi | 49%                    | 17%                | 7%                  | 1%                | 1%               | 0%                  | 0%                      | 5%              | 20%       |
| 02/10/2012 [c] | Vox Populi | 49%                    | 21%                | 7%                  | 4%                | 2%               | 1%                  | 1%                      | 5%              | 10%       |

## Resultados

### Prefeito
Resultado das eleições para prefeito de Ananindeua. 100% dos votos apurados.
| Candidato(a)             | Vice                      | 1º Turno 7 de outubro de 2012 | 1º Turno 7 de outubro de 2012 |
| Candidato(a)             | Vice                      | Votação                       | Votação                       |
| Porcentagem              | Total                     | Porcentagem                   | Total                         |
| ------------------------ | ------------------------- | ----------------------------- | ----------------------------- |
| Manoel Pioneiro (PSDB)   | Carlito Begot (PP)        | 53,85 %                       | 117.369                       |
| Chicão Melo Filho (PMDB) | Almir Santos (PPL)        | 27,76 %                       | 60.507                        |
| Eliel Faustino (PR)      | Lorena Sanova (PDT)       | 9,16 %                        | 19.971                        |
| Luís Freitas (PT)        | Simone Sarmento (PT)      | 5,24 %                        | 11.428                        |
| Vavá Costa (PPS)         | Dr. Armando Dourado (PPS) | 1,72 %                        | 3.740                         |
| Edivaldo Andrade (PSOL)  | Antônio Vaz (PSOL)        | 1,19 %                        | 2.590                         |
| João Bernardes (PV)      | Cláudio Malcher (PV)      | 1,07 %                        | 2.332                         |
| Total de votos válidos   | Total de votos válidos    | 92,82 %                       | 217.937                       |
| Votos em branco          | Votos em branco           | 3,35 %                        | 7.874                         |
| Votos nulos              | Votos nulos               | 3,83 %                        | 8.982                         |
| Total                    | Total                     | 84,86 %                       | 828.525                       |
| Abstenções               | Abstenções                | 15,14 %                       | 41.881                        |
| Votos apurados           | Votos apurados            | 100,00 %                      | 234.793                       |
| Total de eleitores       | Total de eleitores        | 100,00 %                      | 234.793                       |

### Vereador
| Candidato             | Partido | Resultado |
| --------------------- | ------- | --------- |
| Pastora Ray Tavares   | PMDB    | 2,31 %    |
| Daniel Barbosa Santos | PSDB    | 2,03 %    |
| Profª Nilse           | PMDB    | 1,91 %    |
| Pastor Arlindo        | PRB     | 1,68 %    |
| Chico Barros          | PRP     | 1,48 %    |
| Rui Begot             | PR      | 1,47 %    |
| Muca                  | PCdoB   | 1,38 %    |
| Everaldo Batista      | PSDB    | 1,28 %    |
| Carlúcio              | PMDB    | 1,21 %    |
| Louro Frango          | PTdoB   | 1,18 %    |
| Erick Monteiro        | PP      | 1,17 %    |
| Helder Júnior         | PR      | 1,16 %    |
| Profº Duarte          | PSC     | 1,16 %    |
| Miro Sanova           | PDT     | 1,08 %    |
| Marlon                | PHS     | 1,05 %    |
| Augusto Soares        | PSDB    | 1,04 %    |
| Fábio Figueiras       | PSB     | 1,02 %    |
| Pastor Manoel Luiz    | PPL     | 0,95 %    |
| Braga                 | PMDB    | 0,95 %    |
| Neto Vicente          | PP      | 0,94 %    |
| Elias Barreto         | DEM     | 0,90 %    |
| Francy Pereira        | PSDB    | 0,87 %    |
| Gordo do Aurá         | DEM     | 0,84 %    |
| Treinador José Nilo   | PPS     | 0,58 %    |
| Kley Alves            | PT      | 0,40 %    |